# Schloss Owen

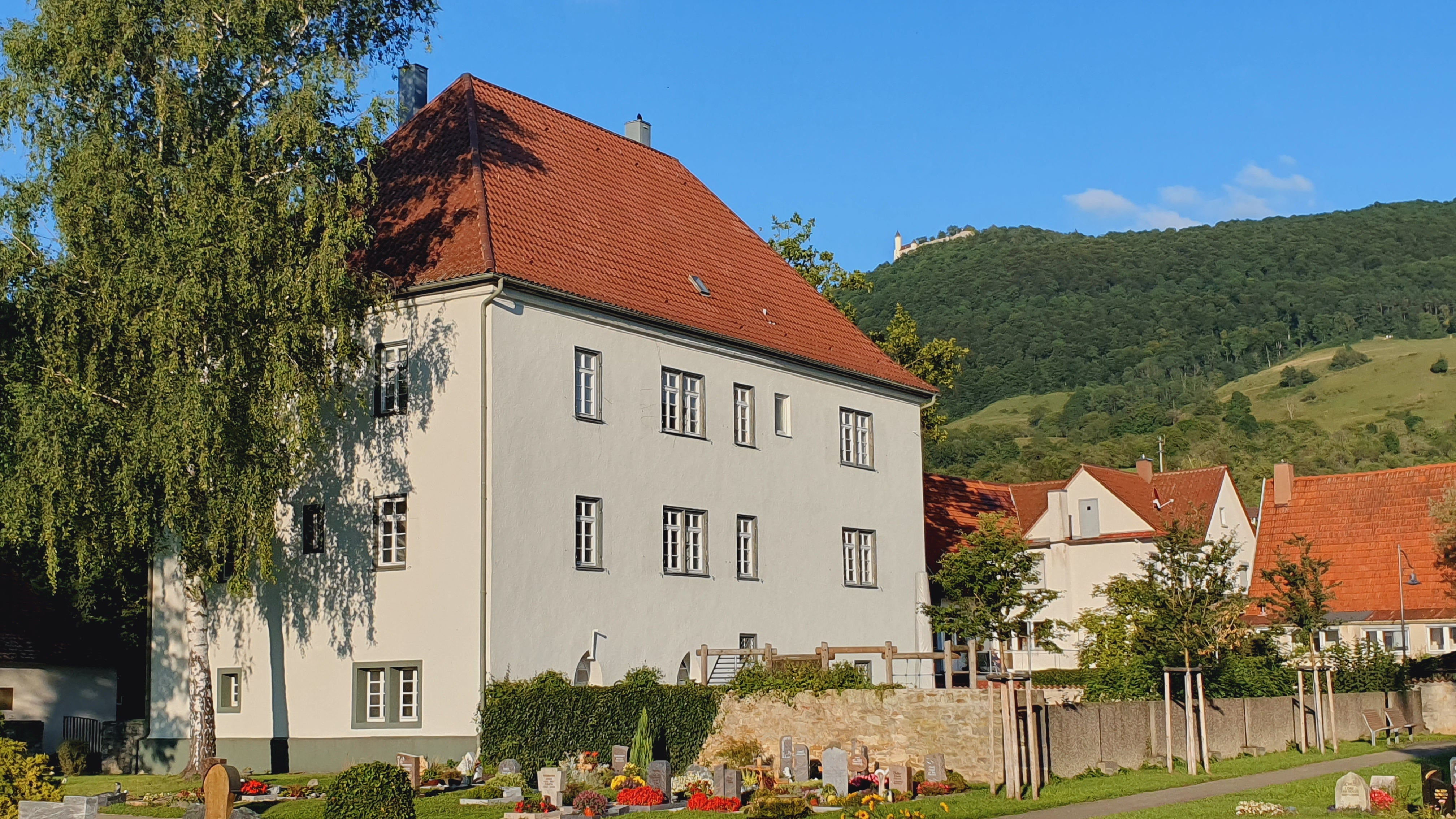
Schloss Owen, im Hintergrund Burg Teck

Das Schloss Owen ist ein ehemaliges Landadel-Schlösschen in der Kleinstadt Owen im baden-württembergischen Landkreis Esslingen. Der schmucklose, verputzte dreistöckige Bau mit Walmdach (Wehrbachstraße 8) ist ein ehemaliges Kloster, das später auch als Pfarrhaus diente.

## Geschichte
Im 14. Jahrhundert kam die Burg Teck und die Umgebung an das Haus Württemberg, die sie von loyalen, meist adligen Vögten verwalten ließen. Um 1500 kamen die Schilling von Cannstatt in die Gegend und übten die Herrschaft aus. Die Schilling bewohnten das Teckische Stadtschloss und besaßen auch die benachbarten Schlösser Neuffen und Oberlenningen. Im Dreißigjährigen Krieg (1618 bis 1648) wurde das Stadtschloss zerstört. Daraufhin ließen die Schilling 1646 das während der Reformation aufgehobene Frauenkloster in ein Schloss umbauen. Im 18. Jahrhundert war das Gebäude in wechselndem Besitz: Zunächst ging es durch eine Heirat an die Herren von Liebenstein und später an den Generalleutnant von Biedenfeld. In dem Schloss wurde der spätere badische Generalmajor Ferdinand Friedrich Freiherr von Biedenfeld geboren. Von der ursprünglich aus Hessen stammenden Familie von Biedenfeld erwarb es 1786 die Evangelische Landeskirche und wandelte es in ein Pfarrhaus um. Von 1829 bis 1831 wohnte Eduard Mörike als Vikar in dem Haus; 1833 kehrte er kurzzeitig als Vikar nach Owen zurück, da er bis 1834 keine feste Pfarrstelle bekleidete. Das Schlössle diente noch bis 1966 als Pfarrhaus. Zu Beginn des 21. Jahrhunderts beherbergte es eine Musikschule.

Bilder
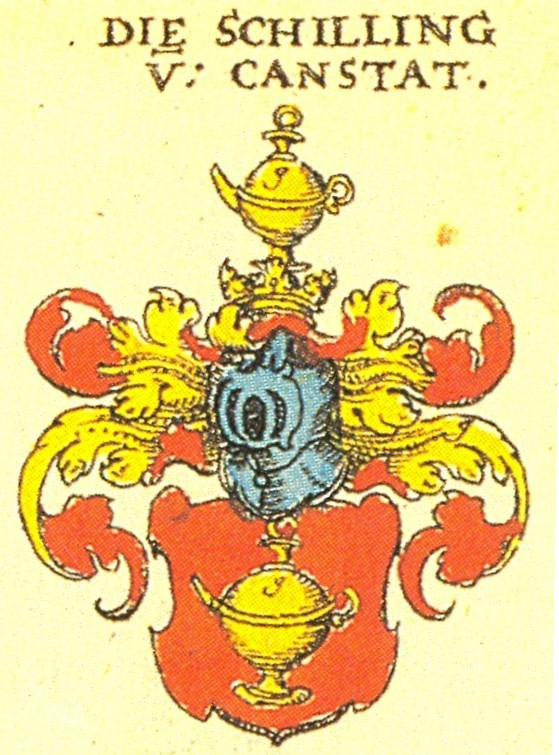
Wappen der Schilling von Cannstatt
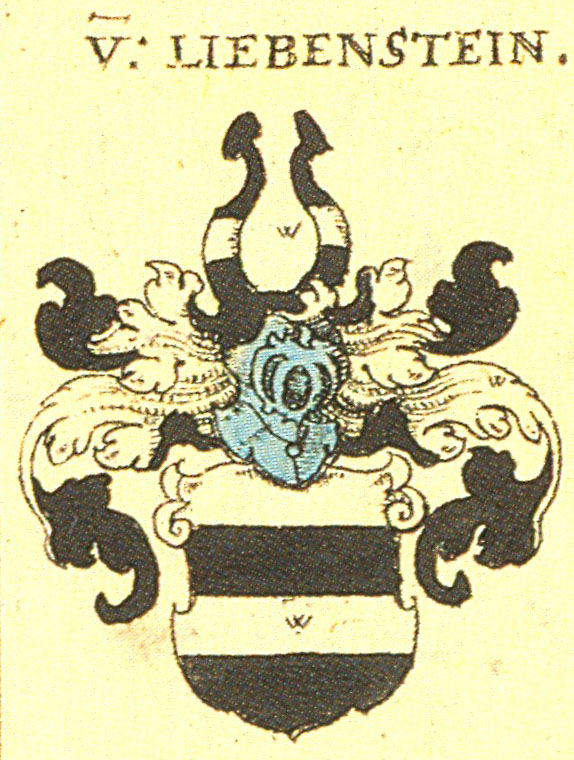
Freiherren von Liebenstein
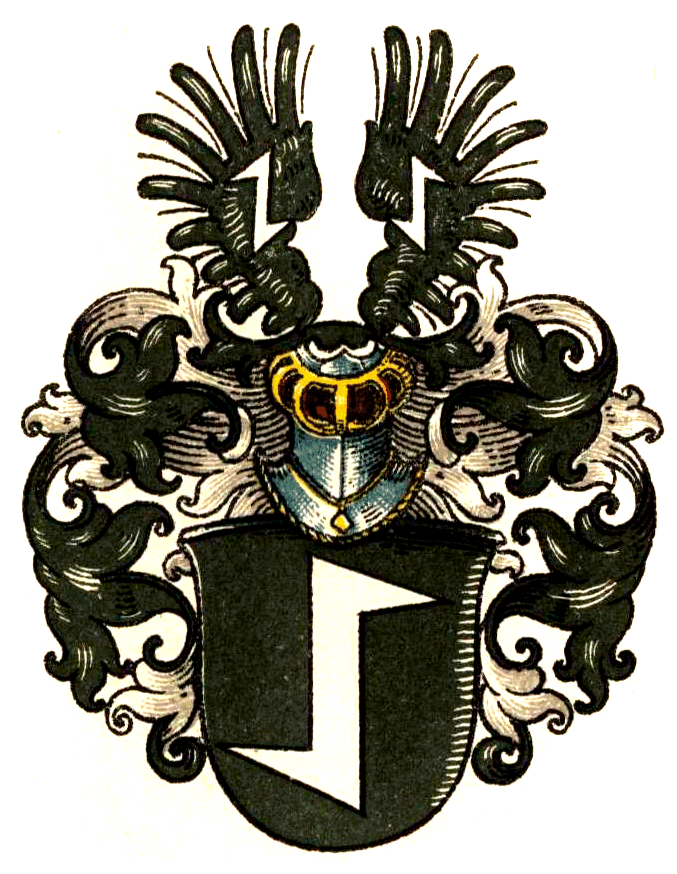
Freiherren von Biedenfeld